# Juliusz Kossak
Juliusz Kossak (Nowy Wiśnicz, Imperio Austríaco,15 de diciembre de 1824 - Cracovia, Galitzia y Lodomeria, 3 de febrero de 1899) fue un pintor e ilustrador polaco especializado en pinturas históricas, escenas bélicas y retratos militares. Fundador de la familia Kossak, su hijo Wojciech y su nieto Jerzy Kossak también fueron pintores.

## Biografía
Juliusz Kossak nació en la localidad de Nowy Wiśnicz, a seis kilómetros al sur de Bochnia, en el Imperio Austríaco. Creció en Lviv durante las Particiones de Polonia. Se licenció en derecho en la Universidad de Leópolis aunque en su tiempo libre comenzó a trabajar en un estudio de pintura junto a Jan Mieszkowski y Piotr Michałowski.
A partir de 1844 Kossak empezó a trabajar para la aristocracia de Malopolska, Podolia y Volinia. Se casó con Zofia Gałczyńska en 1855 y juntos se marcharon a París donde pasaron cinco años. Sus dos primeros hijos nacieron allí, los hermanos gemelos Wojciech y Tadeusz (ambos nacidos en la víspera de Año Nuevo de 1856), seguidos de Stefan, en 1858. 
La familia se mudó a Varsovia en 1860, después de que Kossak obtuviese un puesto como ilustrador jefe en la revista Tygodnik Illustrowany. Se trasladaron a Munich durante un año y finalmente se asentaron en Cracovia en 1868. Kossak compró una pequeña granja a la que llamó Kossakówka, famosa por convertirse en uno de los salones artísticos y literarios más importantes de Polonia, frecuentado por Henryk Sienkiewicz, Stanisław Witkiewicz, Adam Asnyk, Józef Marian Chelmonski y muchos otros.

En 1880 fue galardonado con la Cruz de la Orden del Mérito, otorgada por el Francisco José I de Austria por todos sus logros como artista. Juliusz Kossak vivió y siguió trabajando en sus obras hasta su muerte, el 3 de febrero de 1899. 